# HZ Zian
El HZ Zian es un club holandés de natación y waterpolo con sede en la ciudad de La Haya.

## Historia
El HZ Zian surgió de la unión de dos clubes Zian/Vitesse Den Haag (fundado el 4 de octubre de 1922) y el HZ&PC Den Haag (fundado el 29 de noviembre de 1911). Ha logrado varios campeonatos nacionales de waterpolo.

## Palmarés
- 15 veces campeón de la Liga de los Países Bajos de waterpolo masculino (...-1980)
- 1 vez campeón de la Copa KNZB de waterpolo masculino (1980)
- 9 veces campeón de la Liga de los Países Bajos de waterpolo femenino